# Schloss Neusiedl

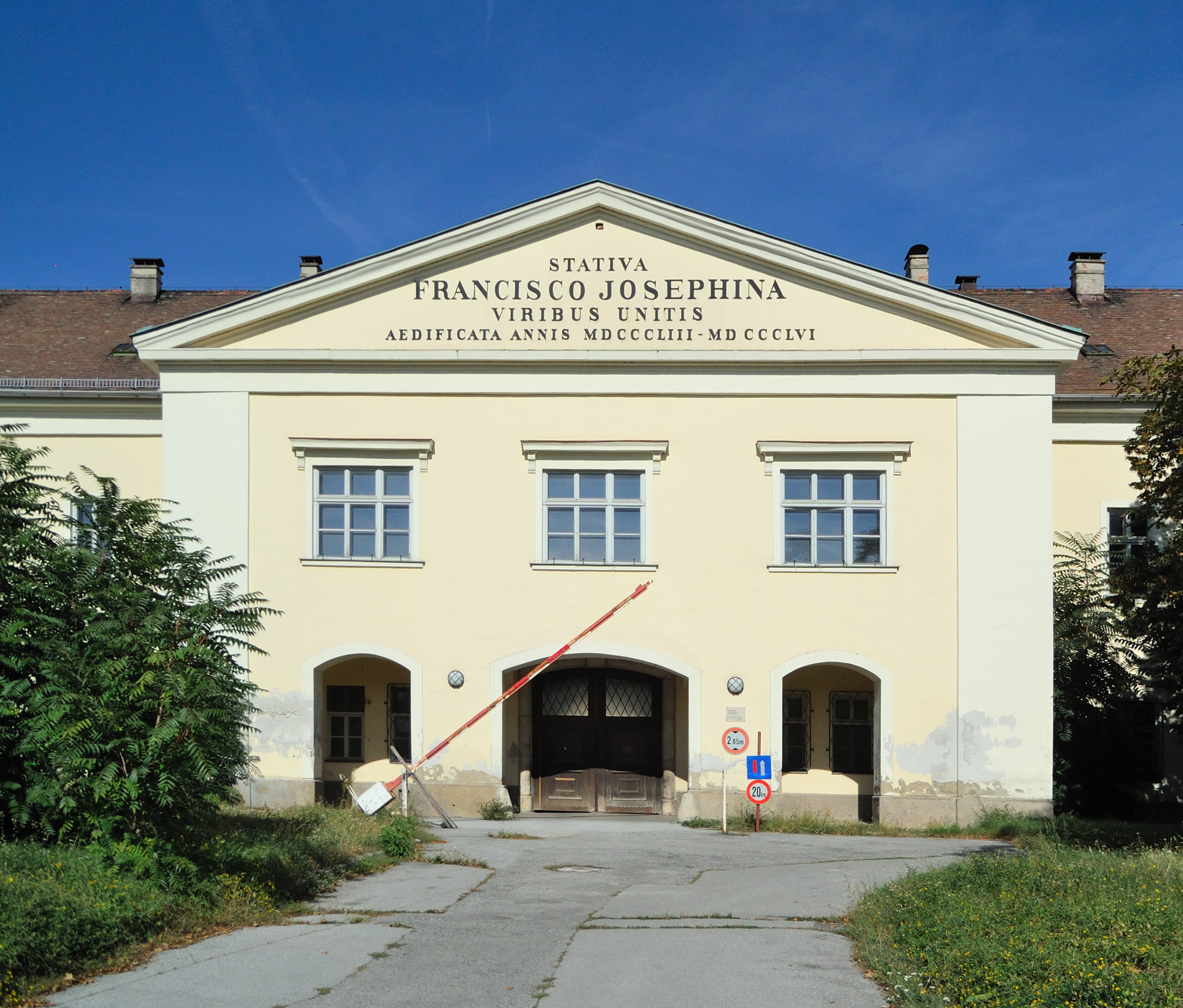
Ehemalige Berger-Kaserne (2012)

Das Schloss Neusiedl steht in der Stadtgemeinde Neusiedl am See im Bezirk Neusiedl am See im Burgenland. Die ehemalige Berger-Kaserne steht unter Denkmalschutz (Listeneintrag).

## Geschichte
- Berger-Kaserne: Die Kaserne wurde von 1853 bis 1856 als ungarische Reiterkaserne erbaut. Die Kaserne des Bundesheeres wurde ab 2015 aus der Nutzung genommen und verkauft.[1]
- Schloss Neusiedl: Von 2017 bis Ende 2018 wird die ehemalige Kaserne zu einer Wohnhausanlage mit 106 Wohnungen umgebaut und nennt sich damit Schloss Neusiedl.[2]

## Architektur
Der mächtige Vierkanter mit einem Arkadenhof wurde zweigeschoßig erbaut. Die Hauptfront bildet ein dreiachsiger, giebelbekrönter Mittelrisalit mit einem Schriftzug im Dreieckgiebel. Denkmalbezogen wurden historisch gebräuchliche Materialien wie Kalkputz verwendet, auch wurden wie früher wieder Kastenfenster eingebaut.